# Kleinherbede

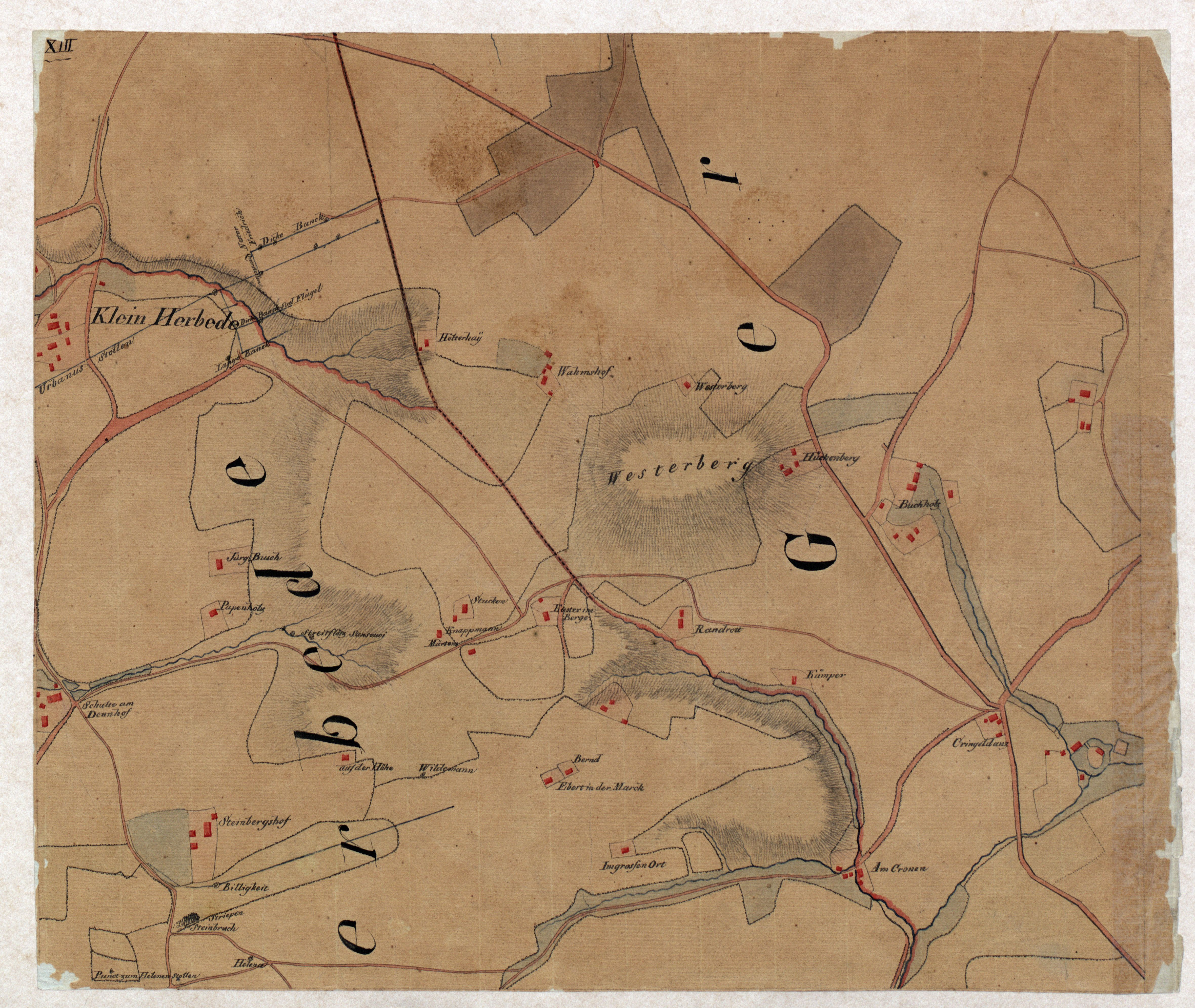
Niemeyersche Karte, 1792

Kleinherbede ist die Bezeichnung eines landwirtschaftlich geprägten Gebietes im Westen Wittens. Es bestand ursprünglich aus mehreren Bauernhöfen.

## Geografie
Kleinherbede befindet sich am Oelbach westlich von Heven, nördlich von Herbede rechtsseitig der Ruhr und südöstlich des Bochumer Stadtteils Querenburg. Zu den weiteren Gewässern zählen der Hemkebach (auch Hemeckebach genannt).

## Geschichte

### 13. und 14. Jahrhundert
Die ersten Höfe in dem heute Kleinherbede benannten Gebiet können mit Sicherheit für das Jahr 1220 beurkundet werden. Die Höfe orientierten sich am Verlauf des Hemkebachs, auch Hemeke genannt, sowie am Verlauf des Oelbachs. Dessen feuchte Niederungen und Ufer wurden von den Bauern jedoch gemieden. Zumindest drei der Höfe, die sich in dem Gebiet ansiedelten, gehörten zur so genannten Villikation Herbede, Grundherr war das Kloster Kaufungen. 
Ab dem 14. Jahrhundert gehörten diese Höfe direkt zur Gerichtsbarkeit der Herren von Elverfeldt, die im Haus Herbede residierten. Im Jahr 1347 vermerkt eine Urkunde einen Schulte von Cleynherbede, womit auch der Name erstmals urkundlich Erwähnung findet. Vermutlich geht die Namensgebung auf die Tatsache zurück, dass die Höfe zu dieser Zeit zwar zum Hofverband Herbede gehörten, sich aber außerhalb der Herbeder Grenzen befanden.

### 15. bis 17. Jahrhundert
Im Schatzbuch der Grafschaft Mark aus dem Jahr 1486 wird ein Schult von Kleynherbede zusammen mit den Bauern Thoen, Derick to Vrylinhusen, Coirt, Wennemar sowie Evertz Sohn den Höfen von Vrylinhusen, dem späteren Frielinghausen, zugeordnet. In einer Steuerliste aus dem Jahr 1542 wird Frielinghausen wiederum erstmals als ein Teil von Querenburg bezeichnet. So gehörten einige Höfe zum Einflussgebiet von Herbede und dem nahen, wachsenden Dorf Heven, andere wiederum zu Querenburg. Die Trennlinien verliefen dabei teils recht willkürlich; die unterschiedlichen Einflusssphären lassen sich auch anhand der Zugehörigkeit der Höfe zu den unterschiedlichen Kirchspielen nachweisen. So gehörten einige Höfe zur Pfarre in Ümmingen, andere wiederum zu Herbede. Der Schulte von Kleinherbede verwaltete derweil Parzellen auf Hevener, Querenburger und darüber hinaus Langendreerer Gebiet.

### 19. und 20. Jahrhundert
Im Urkataster aus dem Jahre 1823 wird ein Teil der Bauerschaft Kleinherbedes Heven zugeordnet, nicht aber der Hof Schulte von Kleinherbede, der sich auf dieser Karte auf Querenburger Gebiet befindet. Manifestiert wurde die Teilung Kleinherbedes im Jahre 1921: In diesem Jahr löste sich Heven, zu dem bis heute der südliche Teil Kleinherbedes gehört, aus dem Amt Heven-Herbede und schloss sich der Stadt Witten an. Heven besitzt seither den Status eines Wittener Stadtteils. Mit der Gemeindereform von 1929 wurde schließlich Querenburg ein Stadtteil von Bochum.

#### 1970

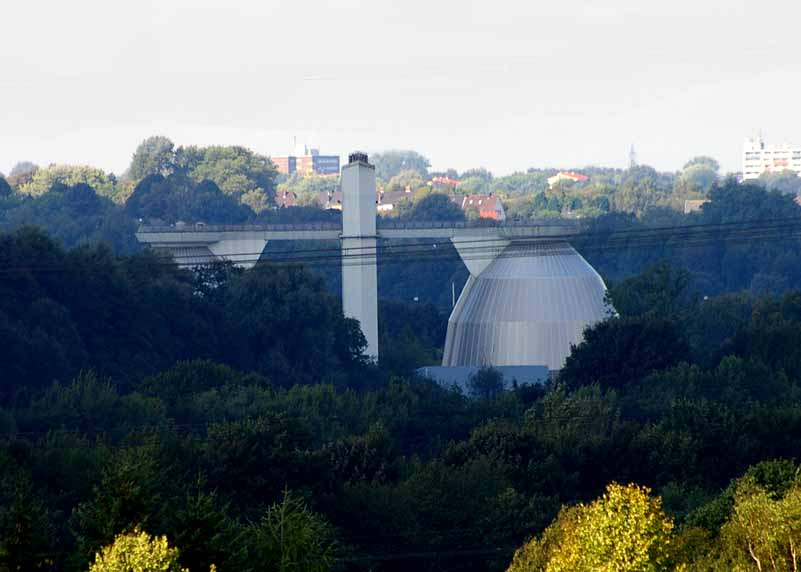
Klärwerk Oelbachtal

Im Jahr 1970 wurden auf der Bochumer Seite Kleinherbedes massive Eingriffe ins Landschaftsbild vorgenommen. Gebäude wurden abgerissen, neue Straßen gebaut. Grund für diesen massiven Eingriff ins gewachsene Landschaftsbild war der Bau der in Querenburg gelegenen Ruhr-Universität Bochum einige Jahre zuvor. Durch den massiven Zuzug von Einwohnern nach Querenburg entstanden neue Straßen, am nahen Oelbach entstand das Klärwerk Oelbachtal, die bereits einige Jahre zuvor gebaute Bundesautobahn 43, die auch durch Kleinherbede führt, wurde mit einer direkten Zufahrt versehen.

## Ortsteil-Status
1925 nennt der Heimatbuchautor Günther Höfken Kleinherbede einen Ortsteil von Querenburg. Tatsächlich aber hat Kleinherbede einen solchen Status nie besessen und besitzt ihn bis heute nicht. Auf Wittener Stadtkarten wird Kleinherbede als Gebiet zwar wie ein Ortsteil von Heven behandelt, jedoch hat Kleinherbede keine eigene Gemarkungsnummer und wird demnach auch nicht als Ortsteil geführt. Obwohl sich Kleinherbedes Siedlungsverband bis ins 13. Jahrhundert urkundlich zurückverfolgen lässt und folglich sogar noch älter sein dürfte, ist in Kleinherbede nie ein Dorfkern entstanden. 
Aufgrund seiner zentralen Lage zwischen Heven, Querenburg und Langendreer – und darüber hinaus zwischen Bochum und Witten – wäre Kleinherbede eigentlich dazu prädestiniert gewesen zu prosperieren. Die teils willkürlich festgelegten Steuer- und Gerichtsbarkeitgrenzen aber dürften maßgeblich ein Prosperieren des Bauernverbandes verhindert haben. 
Spätestens mit den Baumaßnahmen der späten 60er und frühen 70er Jahren in Querenburg, von denen Kleinherbede massiv betroffen war, ist Kleinherbede auf Querenburger Seite als ein Haus- oder Siedlungsverband nicht mehr existent, auf Wittener Seite haben einige wenige Gebäude die Zeiten überdauert, die „Kleinherbeder Straße“, die Heven und Querenburg heute miteinander parallel zum Verlauf der A 43 verbindet, erinnert letztlich noch an die ehemalige Existenz dieses Bauernverbandes.